# Anos
Anos ist eine französische Gemeinde mit 178 Einwohnern (Stand 1. Januar 2022) im Département Pyrénées-Atlantiques in der Region Nouvelle-Aquitaine. Die Gemeinde gehört zum Arrondissement Pau und zum Kanton Pays de Morlaàs et du Montanérès (bis 2015: Kanton Morlaàs).
Die Bewohner werden Anosiens genannt.

## Geographie
Anos liegt circa 15 Kilometer nördlich von Pau im Béarn.
Umgeben wird Anos von den Nachbargemeinden:
- Barinque im Osten sowie
- Saint-Armou im Westen.

Anos liegt im Einzugsgebiet des Flusses Adour. Der Lau bildet die westliche Grenze und durchquert den Lac d’Anos, der Luy die östliche Grenze des Gemeindegebiets.

## Geschichte
Anos wurde 1243 erstmals urkundlich erwähnt. Im 16. Jahrhundert gehörte der Ort den Dominikanern von Morlaàs.

### Einwohnerentwicklung
| Jahr      | 1968 | 1975 | 1982 | 1990 | 1999 | 2009 | 2014 |
| --------- | ---- | ---- | ---- | ---- | ---- | ---- | ---- |
| Einwohner | 40   | 44   | 62   | 120  | 149  | 193  | 183  |

## Wirtschaft und Infrastruktur

### Verkehr
Die Route départementale 39 durchquert das Gebiet der Kommune.